# Гришевка (Харьковская область)
Гришевка (укр. Гришівка) — село,
Дар-Надеждинский сельский совет,
Сахновщинский район,
Харьковская область.
Код КОАТУУ — 6324882002. Население по переписи 2001 года составляет 513 (248/265 м/ж) человек.

## Географическое положение
Село Гришевка находится у истоков реки Вшивая,
ниже по течению на расстоянии в 2 км расположено село Огиевка.
На реке сделано несколько запруд.
На расстоянии в 1 км расположены пгт Сахновщина и село Ивано-Слиньковка.
Рядом проходит автомобильная дорога Т-2109.

## История
- 1920 — дата основания.

## Известные уроженцы
- Вовк, Михаил Павлович — Герой Советского Союза.

## Экономика
- Молочно-товарная и птице-товарная фермы.
- Частное сельскохозяйственное предприятие «НИВА-2».

## Объекты социальной сферы
- Школа.

## Достопримечательности
- Братская могила советских воинов. Похоронено 8 воинов.
- Братская могила жертв фашизма. Похоронено 20 человек.